# Cafebabel.com
 (mars 2024).
Cafébabel.com est un périodique transeuropéen créé par des étudiants Erasmus en 2001. Le magazine participatif en ligne est écrit par les jeunes et pour les jeunes en Europe,.
Il est disponible en sept langues - français, anglais, allemand, catalan, espagnol, italien et polonais, - le site est alimenté par un réseau de 1 500 jeunes auteurs, traducteurs, photographes et vidéastes, qui échangent sur l’Europe telle qu'ils la vivent au quotidien.

## Objectifs
Cafebabel.com cherche à «contribuer à l'émergence d’une opinion publique européenne»  au travers d'activités médiatiques (magazine, blogs…) et événementielles (organisation de débats et de conférences…).
Alexandre Heully (cofondateur de Cafebabel.com) a déclaré :
« Les 20-35 ans très mobiles, intéressés par leurs voisins, qui parlent plusieurs langues et sont ouverts sur l'Europe, cette génération Erasmus, on s'est dit qu'il lui fallait un média. Elle a des référents culturels différents de la génération d'il y a quarante-cinquante ans, pour qui l'Europe était un symbole de paix, de construction. Pour nous, l'Europe est plutôt un espace de vie. »

## Historique
Cafebabel.com est une publication de l’association Babel International.
L'association Babel International est créée en février 2001 à partir d'une idée d'Adriano Farano et de Nicola Dell'Arciprete étudiants en séjour Erasmus à l'Institut d'études politiques de Strasbourg,,. À cette occasion, ils décidèrent « de créer un espace virtuel au sein duquel ils pourraient échanger et débattre des questions européennes ».
Le « numéro zéro » de Cafebabel fut lancé sur internet le 1er février 2001 en quatre langues (anglais, français, italien et espagnol), .
Cafebabel devint une publication hebdomadaire en janvier 2003[réf. souhaitée], date à laquelle est créée la rédaction centrale européenne à Paris à l'initiative d'Adriano Farano, Alexandre Heully et Simon Loubris.
En 2008, une nouvelle version du site est lancée.
Il fête son dixième anniversaire le 1er février 2011 et compte 350 000 visiteurs uniques par mois.
En 2018, une version améliorée du site est lancée.
Depuis le 1er mars 2021, Cafebabel coordonne le réseau de média indépendants Sphera.

## Ligne éditoriale

### Fonctionnement
Sur la base du journalisme associatif, ce sont des bénévoles qui rédigent les articles. Une équipe de quelques salariés basée à Paris relit, corrige et sélectionne les articles provenant de 32 rédactions locales qui sont réparties dans 21 pays. Cafébabel se veut participatif.

### Publications
En 2017, le site compte plus de 80 000 articles.

### Partenariats
En octobre 2003, Babel International a obtenu le statut consultatif auprès du Conseil de l’Europe. Il est membre du Syndicat de la presse indépendante d'information en ligne (SPIIL).

## Organisation

### Forme juridique
Cafebabel.com est édité par l’association Babel International.

## Modèle économique
L'association est à but non lucratif et est subventionnée par l'Union européenne. Elle reçoit notamment - selon le système de transparence financière de la Commission européenne - une subvention de fonctionnement annuelle de 200 000 € du programme "Europe pour les citoyens" pour les années 2014-2017. L'association est également financée par la Fondation Hippocrène, la Knight Foundation, la Mairie de Paris, le ministère de la Santé et des Sports, le ministère des Affaires étrangères et européennes, le Parlement européen, Voxeurop (anciennement Presseurop) et par la Région Ile-de-France.

## Distinctions
Le Club de la Presse européenne, le Parlement européen et la Maison de l’Europe ont remis à Cafebabel.com le « Prix de l'initiative Européenne 2004 »,.
En octobre 2004, Cafebabel.com a reçu le « Grand Prix Newropeans » dans la catégorie « Jeunesse et éducation ».
Pour son travail de médiatisation de l'Europe, Cafebabel.com a reçu le « Prix du Mouvement européen 2005 » (décerné par le Mouvement européen de l'Allemagne)[source secondaire nécessaire].
En 2014, la journaliste Prune Antoine est lauréate du prix Louise-Weiss pour son article "Cadavre exquis au pays des merles noirs".
En 2019, Cafebabel.com gagne le prix Altiero Spinelli de la Commission européenne pour son projet Borderline.
En mai 2022, le période transeuropéen remporte le premier prix de l'initiative "Trust, Journalism & Participation" du programme Stars 4 Media.

#### Travaux universitaires
- Florence Le Cam et Jean-Michel Utard, Parler(s) d'Europe sur le Web. Cafebabel ou les énonciations dispersées d'une parole européenne, in Politique européenne 2011/2 (n° 34), pages 63 à 93
- Jean-Francois Nominé « Cafebabel.com », porte-parole de l'esprit européen, in Hermès, La Revue 2010/1 (n° 56), pages 91 à 93
- Henrik Bødker, Cafébabel and ‘Génération Bataclan’: Cosmopolitan identities and/as constructive European news, 20 avril 2018

#### Livres
- Melissa Wall Mapping Citizen and Participatory Journalism in Newsrooms, Classrooms and Beyond, Routledge, 30 juin 2021, pages 10-21